# Greg Norman
Gregory John Norman AM (*10. února 1955, Mount Isa, Queensland) je australský golfista. V 80. a 90. letech 20. století byl celkem 331 týdnů světovou jedničkou.
Golfu se začal věnovat v 15 letech a o čtyři roky později se dostal na profesionální okruh. V roce 1976 vyhrál první turnaj (West Lakes Classic v Adelaide) a záhy se začal prosazovat i na okruhu PGA Tour.
Dvakrát vyhrál British Open – v roce 1986 o pět ran před Gordonem Brandem a o sedm let později o dvě rány před Nickem Faldem. Celkem 14krát se na major turnajích dostal do první trojice, přičemž v některých případech ztratil celkové vítězství jen velmi těsně. Například na British Open v roce 1989 finálovým kolem na 64 ran postoupil do playoff proti Marku Calcavecchiovi a vedl před jeho poslední jamkou, kde ale zahrál tak dlouhý odpal, že se zakutálel až do bunkeru. Podobně těsně ztratil i vítězství na US Masters 1987 a na PGA Championships 1993.
V roce 1994 zvítězil v Players Championships. Na okruhu PGA vyhrál 20 turnajů.
Byl prvním golfistou na světě, který na turnajích vydělal více než 10 milionů dolarů. Kvůli blond vlasům a ostrému hernímu stylu je přezdíván Bílý žralok. V roce 2001 byl uveden do Světové golfové síně slávy.
Po ukončení profesionální kariéry se věnuje podnikání, jeho společnosti se věnují s úspěchem navrhování a výstavbě golfových hřišť a produkci golfového oblečení. Turnajovému golfu se už pravidelně nevěnuje, přesto se zúčastnil v roce 2008 znovu British Open a po třech kolech vedl s náskokem dvou úderů a mohl se stát nejstarším vítězem major turnaje v dějinách, nakonec se dělil o třetí místo.
V roce 1981 se oženil s americkou letuškou Laurou Andrassyovou, ale v roce 2006 se rozvedli. V roce 2008 se podruhé oženil s bývalou tenistkou Chris Evertovou. Rozvod následoval v prosinci 2009.
V roce 2020 se stal generálním ředitelem nové golfové tour, LIV Golf.